# 湖县之战
湖县之战，东汉建武三年（27年）正月，赤眉军在湖县（今河南省灵宝市西北阌乡西南）击败东汉邓禹大军的作战。
26年十二月，困处长安（今陕西省西安市西北）的赤眉二十万大军被迫离开长安东归。刘秀乘机屯兵新安（今河南渑池东）、宜阳（今河南宜阳西），并偏将軍冯异率军西至华阴（今陕西华阴东）阻击赤眉军。27年正月，赤眉军击败冯异，冯异退至湖县。邓禹率部至湖县，邀冯异共同迎战赤眉军。冯异认为赤眉军尚强，应放其过去，东西夹击才能获胜。邓禹及其部将邓弘急于迎战。邓弘率部与赤眉军大战整日，赤眉军诈败弃輜重退走，车上尽装泥土，仅用豆子覆盖在表面，邓弘军士卒争相取食。赤眉军乘机还军猛攻，邓弘军大败。邓禹、冯异合兵相救，赤眉军退。邓禹再战，大败，死伤三千余人，只带二十四骑逃归宜阳。冯异也被击败，弃战马徒步逃出，退回至湖县西谿阪，坚壁自守。